# Greensche Formeln
In der Mathematik, speziell der Vektoranalysis, sind die beiden greenschen Formeln (manchmal auch greensche Identitäten, greensche Sätze oder Theoreme) spezielle Anwendungen des gaußschen Integralsatzes. Sie sind benannt nach dem Mathematiker George Green. Anwendung finden sie unter anderem in der Elektrostatik bei der Berechnung von Potentialen. Die Formeln sind nicht zu verwechseln mit dem Satz von Green, bei dem es um ebene Integrale geht.
Im Folgenden sei {\displaystyle U\subset \mathbb {R} ^{n}} kompakt mit abschnittweise glattem Rand  und {\displaystyle \phi } und {\displaystyle \psi } seien zwei Funktionen auf {\displaystyle U}, wobei {\displaystyle \phi } einfach und {\displaystyle \psi } zweifach stetig differenzierbar sei. {\displaystyle \nabla } ist der Nabla-Operator.

## Erste Greensche Identität
{\displaystyle \int \limits _{U}(\phi \nabla ^{2}\psi +\nabla \phi \cdot \nabla \psi )\,\mathrm {d} U=\int \limits _{\partial U}\phi {\frac {\partial \psi }{\partial n}}\mathrm {d} S},
wobei {\displaystyle {\tfrac {\partial \psi }{\partial n}}=\nabla \psi \cdot {\vec {n}}} die Normalenableitung von {\displaystyle \psi }, also die Normalkomponente des Gradienten von {\displaystyle \psi } auf dem Rand {\displaystyle \partial U} bezeichnet.
Diese Identität lässt sich wie folgt beweisen:
{\displaystyle \;\int \limits _{\partial U}\phi {\frac {\partial \psi }{\partial n}}\mathrm {d} S=\int \limits _{\partial U}(\phi \,\nabla \psi )\cdot {\vec {n}}\,\mathrm {d} S=\int \limits _{U}\nabla \cdot (\phi \,\nabla \psi )\,\mathrm {d} U=\int \limits _{U}(\phi \nabla ^{2}\psi +\nabla \phi \cdot \nabla \psi )\,\mathrm {d} U},
wobei im zweiten Schritt der gaußsche Integralsatz in der Form
{\displaystyle \;\int \limits _{\partial U}{\vec {F}}\cdot {\vec {n}}\;\mathrm {d} S=\int \limits _{U}\nabla \cdot {\vec {F}}\;\mathrm {d} U}
benutzt wurde.

## Zweite Greensche Identität
{\displaystyle \int \limits _{U}(\phi \nabla ^{2}\psi -\psi \nabla ^{2}\phi )\,\mathrm {d} U=\int \limits _{\partial U}\left(\phi {\frac {\partial \psi }{\partial n}}-\psi {\frac {\partial \phi }{\partial n}}\right)\,\mathrm {d} S}
Die zweite greensche Identität folgt aus der ersten greenschen Identität, wobei nun vorausgesetzt wird, dass auch {\displaystyle \phi } zweimal stetig differenzierbar ist:
{\displaystyle \int \limits _{U}(\phi \nabla ^{2}\psi +\nabla \phi \cdot \nabla \psi )\,\mathrm {d} U=\int \limits _{\partial U}\phi {\frac {\partial \psi }{\partial n}}\,\mathrm {d} S},
{\displaystyle \int \limits _{U}(\psi \nabla ^{2}\phi +\nabla \psi \cdot \nabla \phi )\,\mathrm {d} U=\int \limits _{\partial U}\psi {\frac {\partial \phi }{\partial n}}\,\mathrm {d} S}
Subtrahiert man nun die zweite Gleichung von der ersten Gleichung, so ergibt sich die zweite greensche Identität.

## Anwendungen in der Elektrostatik (3D)

### Eindeutigkeitssatz
Für ein elektrostatisches Potential {\displaystyle \phi \!\,} gilt die Poissongleichung {\displaystyle \nabla ^{2}\phi =-4\pi \rho } wobei {\displaystyle \rho \!\,} die elektrische Ladungsdichte ist (gaußsches Einheitensystem). Wenn in einem Volumen {\displaystyle U\!\,} die Ladungsdichte gegeben ist, und wenn zusätzlich auf dem Rand {\displaystyle \partial U} die Werte von {\displaystyle \phi \!\,} gegeben sind (Dirichlet-Randbedingung), dann gilt:
Innerhalb von {\displaystyle U\!\,} ist {\displaystyle \phi ({\vec {r}})} eindeutig bestimmt.
Beweis: Es seien {\displaystyle \phi _{1}({\vec {r}})} und {\displaystyle \phi _{2}({\vec {r}})} zwei Potentiale, die dieselben Vorgaben über Ladungsdichte und Randwerte erfüllen. Für die Differenzfunktion gilt dann
{\displaystyle \chi ({\vec {r}}):=\phi _{1}({\vec {r}})-\phi _{2}({\vec {r}})\qquad {\begin{array}{rl}\nabla ^{2}\chi ({\vec {r}})=0&{\vec {r}}\in U\\\chi ({\vec {r}})=0&{\vec {r}}\in \partial U\end{array}}}
Setzt man {\displaystyle \chi \!\,} in der ersten greenschen Formel für {\displaystyle \phi \!\,} und auch für {\displaystyle \psi \!\,} ein, so folgt
{\displaystyle \int _{U}\nabla \chi \cdot \nabla \chi \,\mathrm {d} U=0}
Also muss der Gradient {\displaystyle \nabla \chi } überall in {\displaystyle U\!\,} verschwinden, somit {\displaystyle \chi \,} konstant sein, und wegen seines Null-Randwerts sogar konstant gleich null sein. Also gilt {\displaystyle \phi _{1}({\vec {r}})=\!\,\phi _{2}({\vec {r}})} innerhalb von {\displaystyle U\!\,}.
N.B. Bei dem Beweis wird die Poissongleichung und somit die Ladungsdichte nur innerhalb von {\displaystyle U\!\,} benutzt.

### Abschirmung durch geschlossene Leiterfläche
{\displaystyle \partial U} sei eine geschlossene Leiterfläche, so dass das elektrostatische Potential {\displaystyle \phi \!\,} auf {\displaystyle \partial U} einen konstanten Wert {\displaystyle \phi _{0}\!\,} hat (Äquipotentialfläche). Zum Beispiel lässt sich
{\displaystyle \phi _{0}\!\,=0} physikalisch realisieren, indem die Leiterfläche geerdet wird. Nach dem Eindeutigkeitssatz ist der Potentialverlauf innerhalb von {\displaystyle U\!\,} bereits durch die Ladungsverteilung in
{\displaystyle U\!\,} und durch den Randwert bestimmt. Folglich haben elektrische Ladungen im Außenraum keinen Einfluss auf den Potentialverlauf im Innenraum.
Wenn die geschlossene Leiterfläche nicht geerdet ist, dann sind die Randwerte von {\displaystyle \phi \!\,} immer noch konstant, aber mit unbekanntem Wert. Dieser Wert kann davon abhängen, welche Ladungen außerhalb von {\displaystyle U\!\,} vorhanden sind. Der Beweis des Eindeutigkeitssatzes lässt sich dahingehend verallgemeinern, dass die Differenzfunktion {\displaystyle \chi \!\,} noch konstant in {\displaystyle U\!\,}, aber nicht mehr gleich null ist. Für die elektrische Feldstärke, die durch Ableitungen aus dem Potential gewonnen wird, spielt die Konstante keine Rolle; die elektrische Feldstärke ist also auch ohne Erdung abgeschirmt.

### Symmetrie der greenschen Funktion
Die greensche Funktion mit Dirichlet-Randbedingung und mit vektoriellem Parameter {\displaystyle {\vec {r}}_{1}\in U} ist definiert durch
{\displaystyle {\begin{array}{cl}\nabla ^{2}G_{D}({\vec {r}},{\vec {r}}_{1})=\delta ({\vec {r}}-{\vec {r}}_{1})&{\vec {r}}\in U\\G_{D}({\vec {r}},{\vec {r}}_{1})=0&{\vec {r}}\in \partial U\end{array}}}
Bis auf einen Faktor {\displaystyle -4\pi } entspricht das der Poissongleichung für ein Potential {\displaystyle \phi ({\vec {r}})}, das von einer Punktladung am Ort {\displaystyle {\vec {r}}_{1}} erzeugt wird, und das auf der geerdeten Oberfläche {\displaystyle \partial U} den Randwert 0 hat. Die Existenz einer solchen Funktion ist physikalisch klar, und wegen des Eindeutigkeitssatzes ist sie eindeutig bestimmt. Obwohl die Rollen von {\displaystyle {\vec {r}}} (Messpunkt) und {\displaystyle {\vec {r}}_{1}} (Position der Ladung) physikalisch verschieden sind, besteht mathematisch eine Symmetrie:
{\displaystyle G_{D}({\vec {r}}_{2},{\vec {r}}_{1})=G_{D}({\vec {r}}_{1},{\vec {r}}_{2})}
Beweis: Setzt man in der zweiten greenschen Formel
{\displaystyle \phi ({\vec {r}})=G_{D}({\vec {r}},{\vec {r}}_{1})\qquad \psi ({\vec {r}})=G_{D}({\vec {r}},{\vec {r}}_{2})}
so erhält man auf der linken Seite Integrale mit Delta-Funktionen, die {\displaystyle G_{D}({\vec {r}}_{2},{\vec {r}}_{1})-G_{D}({\vec {r}}_{1},{\vec {r}}_{2})} ergeben. Auf der rechten Seite verschwinden die Integranden wegen der Randwerte von {\displaystyle G_{D}}.

### Potential ausgedrückt durch Ladungsdichte und Randwerte
Verwendet man in der zweiten greenschen Formel als Integrationsvariable {\displaystyle {\vec {r}}_{1}} und lässt man {\displaystyle \phi \!\,} das elektrostatische Potential sein, so erhält man mit {\displaystyle \psi ({\vec {r}}_{1})=G_{D}({\vec {r}},{\vec {r}}_{1})} und mit Hilfe der Symmetrie von {\displaystyle G_{D}} den expliziten Ausdruck
{\displaystyle \phi ({\vec {r}})=-4\pi \int _{U}G_{D}({\vec {r}},{\vec {r}}_{1})\rho ({\vec {r}}_{1})dU_{1}+\int _{\partial U}\phi ({\vec {r}}_{1}){\frac {\partial G_{D}({\vec {r}},{\vec {r}}_{1})}{\partial n_{1}}}dS_{1}}

### Integralgleichung für das Potential
Unter Anwendung der oben gezeigten greenschen Formeln lassen sich Ausdrücke für das elektrostatische Potential einer Ladungsverteilung herleiten. Dabei sei {\displaystyle \rho ({\vec {r}}\,')} die Ladungsdichte am Ort {\displaystyle {\vec {r}}\,'}. Mit {\displaystyle \phi ({\vec {r}})} werde das Potenzial am Ort {\displaystyle {\vec {r}}} bezeichnet. Gesucht ist die Funktion {\displaystyle \phi }.
Wir setzen für {\displaystyle \psi ({\vec {r}}\,')={\frac {1}{|{\vec {r}}-{\vec {r}}\,'|}}}. Es gilt dann:
1. {\displaystyle \Delta '\psi ({\vec {r}}\,')=\Delta '{\frac {1}{|{\vec {r}}-{\vec {r}}\,'|}}=-4\pi \delta ({\vec {r}}-{\vec {r}}\,')},
  - wobei {\displaystyle \Delta =\nabla ^{2}} der Laplace-Operator ist,
  - der Strich anzeigt, dass dieser Operator auf die gestrichene Variable wirkt
  - und {\displaystyle \delta } die Delta-Distribution ist.

Diese Identität ist also im Sinne von distributionellen Ableitungen zu verstehen.
2. {\displaystyle \Delta '\phi ({\vec {r}}\,')=-4\pi \rho ({\vec {r}}\,')} mit der Ladungsverteilung {\displaystyle \rho } am Ort {\displaystyle {\vec {r}}\,'}.

Setzen wir beides in die zweite greensche Identität ein, erhalten wir auf der linken Seite:
{\displaystyle \int \limits _{V}(\phi ({\vec {r}}\,')(-4\pi \delta ({\vec {r}}-{\vec {r}}\,'))-{\frac {1}{|{\vec {r}}-{\vec {r}}\,'|}}(-4\pi \rho ({\vec {r}}\,')))\,\mathrm {d} V'=-4\pi \int \limits _{V}\phi ({\vec {r}}\,')\delta ({\vec {r}}-{\vec {r}}\,')\,\mathrm {d} V'+4\pi \int \limits _{V}{\frac {\rho ({\vec {r}}\,')}{|{\vec {r}}-{\vec {r}}\,'|}}\,\mathrm {d} V'}.
Die rechte Seite der Identität ist:
{\displaystyle \int \limits _{F}\left(\phi ({\vec {r}}\,'){\frac {\partial }{\partial n'}}{\frac {1}{|{\vec {r}}-{\vec {r}}\,'|}}-{\frac {1}{|{\vec {r}}-{\vec {r}}\,'|}}{\frac {\partial }{\partial n'}}\phi ({\vec {r}}\,')\right)\mathrm {d} F'}.
Als Identität geschrieben:
{\displaystyle -4\pi \int \limits _{V}\phi ({\vec {r}}\,')\delta ({\vec {r}}-{\vec {r}}\,')\,\mathrm {d} V'+4\pi \int \limits _{V}{\frac {\rho ({\vec {r}}\,')}{|{\vec {r}}-{\vec {r}}\,'|}}\,\mathrm {d} V'=\int \limits _{F}\left(\phi ({\vec {r}}\,'){\frac {\partial }{\partial n'}}{\frac {1}{|{\vec {r}}-{\vec {r}}\,'|}}-{\frac {1}{|{\vec {r}}-{\vec {r}}\,'|}}{\frac {\partial }{\partial n'}}\phi ({\vec {r}}\,')\right)\mathrm {d} F'}.
Innerhalb des Volumens gilt an der Stelle {\displaystyle {\vec {r}}} wegen der {\displaystyle \delta }-Funktion
{\displaystyle -4\pi \int \limits _{V}\phi ({\vec {r}}\,')\delta ({\vec {r}}-{\vec {r}}\,')\mathrm {d} V'=-4\pi \phi ({\vec {r}})}
Damit können wir schließlich obige Identität nach dem Potential auflösen und erhalten:
{\displaystyle \phi ({\vec {r}})=\int \limits _{V}{\frac {\rho ({\vec {r}}\,')}{|{\vec {r}}-{\vec {r}}\,'|}}\,\mathrm {d} V'-{\frac {1}{4\pi }}\int \limits _{F}\left(\phi ({\vec {r}}\,'){\frac {\partial }{\partial n'}}{\frac {1}{|{\vec {r}}-{\vec {r}}\,'|}}-{\frac {1}{|{\vec {r}}-{\vec {r}}\,'|}}{\frac {\partial }{\partial n'}}\phi ({\vec {r}}\,')\right)\mathrm {d} F'}.